# Batalla de Machecoul (1794)
Batalla de Machecoul, tingué lloc durant Revolta de La Vendée. El 3 de gener de 1794, els republicans recuperen la ciutat dels Vendeans.

Bandera de l'exercit reial vendeà

## Batalla
Una vegada coneguda la captura de la ciutat, l'ajudant general François Carpantier, a Challans, rep l'ordre de recuperar Machecoul. Aquests darrers hi van anar el 2 de gener amb 1.400 a 1.500 homes i tres canons. Per la seva banda, Charette esperava l'arribada de forces de La Cathelinière quan van aparèixer els republicans. Els Vendeans es despleguen, però, des del començament de l'atac, prenen pànic i fugen de la ciutat.

L'endemà, però, Charette, després d'haver reunit les seves forces a Saint-Philbert-de-Grand-Lieu, va intentar un contraatac final que va ser rebutjat pels republicans, que eren superiors en nombre, mentre que els vendeans només tenien entre 800 i 900. Són perseguits pels hússars que estan tallant molts fugitius, la cavalleria vendéana comandada per La Roberie, però, va aconseguir contenir els perseguidors fins al rierol del Marne, salvant la major part de l'exèrcit.
| « | <<M. Charette es va quedar allà a Machecoul per esperar la tropa de M. de la Cathenlinière que havia quedat al país de Retz, quan el general Haxo va venir amb uns milers d'homes per impedir la nostra reunió. Amb prou feines ens vam defensar: el nostre exèrcit, posat en fila per esperar l'enemic, va donar l'esquena tan aviat com va arribar i la derrota es va completar. M. Charette corria grans riscos, anava a peu; en creuar un petit riu que es creuava sobre una planxa, una bala de rifle de doble canó li va tallar la mà. Ens vam concentrar a Saint-Philbert i el general, malgrat el poc nombre de soldats que ascendia a vuit o nou-cents, volia intentar recuperar Machecoul, afirmant que havíem fugit davant d'un grapat d'homes. Es va equivocar; l'enemic era molt nombrós i, a més de les tropes del dia anterior, hi havia arribat un nombrós reforç de cavalleria; vam retirar fàcilment un lloc avançat, però no va trigar a derrotar-nos tot l'exèrcit: ens van fer retrocedir i ens van llançar cap al rierol del Marne i el general, que encara estava a peu, no va escapar fins allà amb ajuda d'un petit cavall que un dels seus oficials el va obligar a muntar. Robrie el Jove garanteix a l'exèrcit la destrucció total oposant-se a la seva cavalleria amb un coratge increïble als esforços dels hússars que ens perseguien. No es va deixar anar fins al rierol del Marne; els hússars que es van precipitar a la riera just quan els nostres cavallers la passaven, molta de la nostra gent va ser enderrocada i els desafortunats vianants que encara no havien creuat el pont van ser tallats a trossos. Ens vam allunyar al poble de Copchaignère.>> | » |

 - Memòries de Pierre-Suzanne Lucas de La Championnière .